# Onitis abyssinicus
Onitis abyssinicus là một loài bọ cánh cứng trong họ Bọ hung (Scarabaeidae).